# Butterscotch (Musikerin)

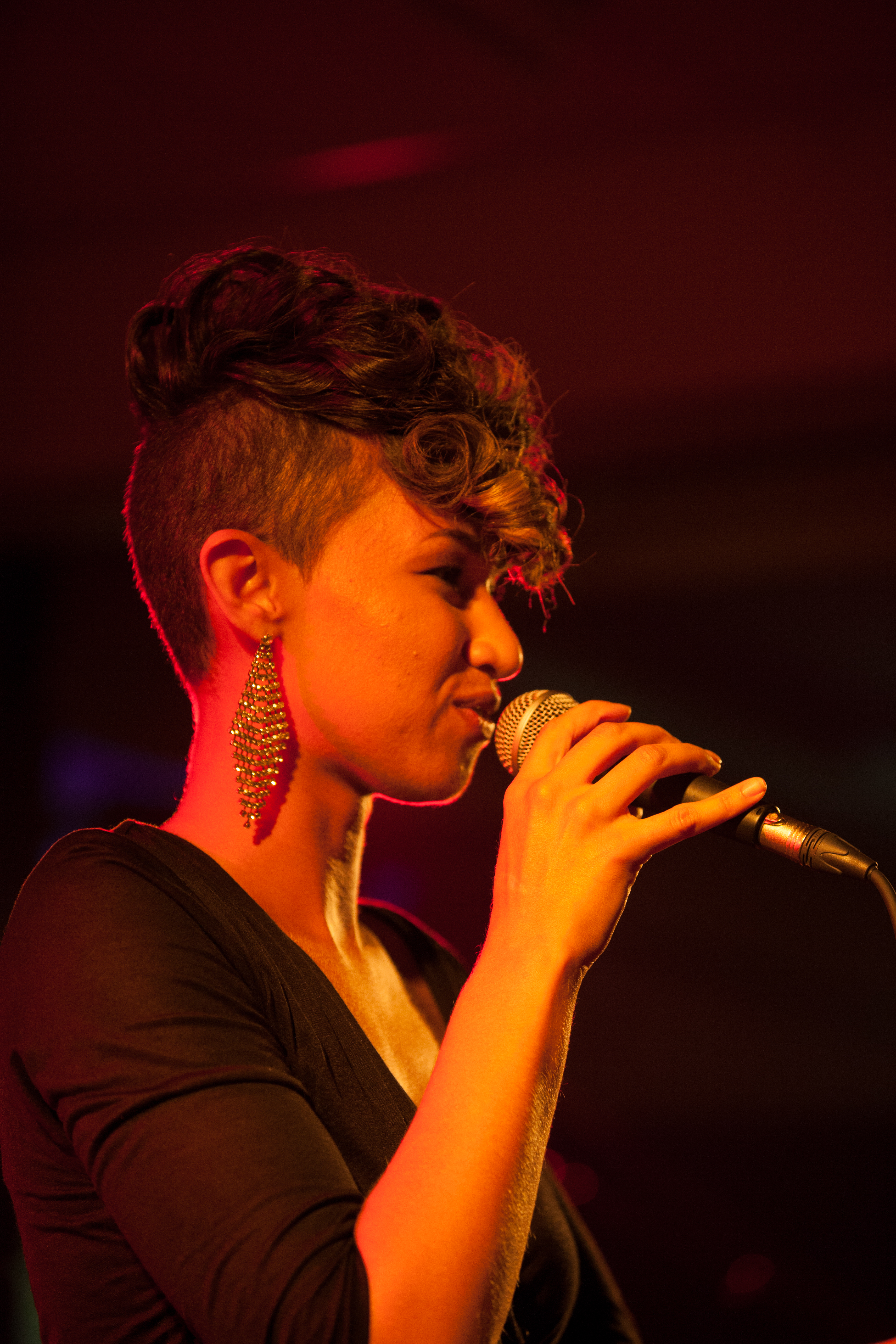
Butterscotch beim Montreux Jazz Festival 2012

Butterscotch (eigentlich: Antoinette Clinton, * 29. September 1985 in Sacramento, Kalifornien) ist eine US-amerikanische Musikerin, die vor allem für ihr Beatboxing bekannt ist.

## Karriere
2005 gewann Butterscotch den Wettbewerb World Hip Hop Beatbox Woman´s Championship. Sie hatte Gastauftritte bei der Gruppe Peeping Tom und gab Beatbox-Workshops. US-weite Bekanntheit erlangte sie als Teilnehmerin der Castingshow America’s Got Talent im Jahr 2007, in der sie den dritten Platz erreichte. Hier präsentierte sie Pop- und Soul-Titel mit Beatbox-Einlagen oder nur als Sängerin mit dem Orchester. In den folgenden Jahren hatte sie Soloauftritte bei internationalen Jazzfestivals, bei denen sie sich selbst auf dem Klavier oder der Gitarre begleitete.
2012 unterstützte sie als „Gaststar“ Helge Schneider bei fünf Auftritten und trat auch in seiner Talkshow Helge hat Zeit auf. Ausschnitte aus einem gemeinsamen Bühnenauftritt werden im Dokumentarfilm Mülheim Texas – Helge Schneider hier und dort gezeigt. Im Film 00 Schneider – Im Wendekreis der Eidechse war Butterscotch 2013 in einer Nebenrolle zu sehen.
Am 12. April 2013 spielte sie zusammen mit Max Mutzke, Simon Oslender und der WDR Big Band Köln in der Kölner Philharmonie. Am 19. Mai 2013 trat sie zusammen mit Gaststar Magnus Lindgren, dem Saxofonisten von Till Brönner, auf der Jazztime 2013 in Hildesheim auf.
Im Jahr 2014 trat sie als Resident Artist u. a. mit Matt Bianco, Roberto Fonseca und Wyclef Jean beim Schweizer Musikfestival Baloise Session auf.